# François Reibel
Pour les articles homonymes, voir Reibel.
François Reibel est un écrivain et poète français (né le 31 janvier 1972 à Reims, Champagne-Ardenne).

## Biographie
Né en 1972, à Reims, en France, François Reibel étudie la philosophie et exerce pendant plusieurs années le métier de formateur. Il publie plusieurs recueils de nouvelles et de poésies.
En 2012, il collabore à la revue littéraire Bordel créée par Stéphane Million et dont Frédéric Beigbeder fut le directeur littéraire.
Le 2 mars 2013, dans le cadre du festival « Regards de femmes » à Reims, il présente son recueil de nouvelles, adapté en pièce de théâtre à quatre actrices Les Chimères assassinées,.
Installé depuis une dizaine d'années dans le sud de la France, il se consacre à la poésie et à la peinture. Un site personnel présente son travail de peintre : https://www.francoisreibel.com/

## Publications
- 2003 : Une femme européenne, Montage/Création, Marsa Editions
- 2012 : Requiem sur fenêtre nocturne, Nouvelles, BNE Editions  (ISBN 978-2-36447-010-1)
- 2012 : Bordel Foot, Ouvrage collectif, Stéphane Million éditeur  (ISBN 978-2-9177-0255-0)
- 2013 : Les Chimères assassinées, 7 Nouvelles et adaptation au théâtre, BNE Editions  (ISBN 978-2-36447-011-8)
- 2013 : Madeleine, suivi de "La Bascule", Nouvelles, BNE Editions  (ISBN 978-2-36447-012-5)
- 2015 : Réquisitoire d'un funambule, Essai, BNE Editions  (ISBN 978-2-36447-029-3)
- 2018 : Seul se meurt, Poésie, Rafael de Surtis  (ISBN 978-2-84672451-7)
- 2021 : Un Chapelet au porte-paume, Poésie, Rafael de Surtis  (ISBN 978-2-84672-534-7)